# NGC 2799
NGC 2799 في الفهرس العام الجديد، هي مجرة، تقع في كوكبة الوشق. اكتشفت في 1874 بواسطة رالف كوبلاند.

## روابط خارجية
- NGC 2799 على موقع ويكي سكاي: DSS2, SDSS, GALEX, IRAS, Hydrogen α, X-Ray, Astrophoto, Sky Map, Articles and images